# Aratinga sluneční
Aratinga sluneční (Aratinga solstitialis) je druhem „žlutých“ aratingů, dosahující velikosti okolo 30 cm a hmotnosti mezi 100 – 130 gramů a dožívá se až 25 let. Celkově je žlutě až oranžově zbarvený, čelo, strany hlavy, spodní břicho, kostřec a spodní strana zad mají nádech do oranžova. Výrazné jsou spodní ocasní krovky, které dosahují zelenavého zbarvení s nádechem žluté. Ocas je jinak světle zelený, na špičce namodralý. Střední a spodní krovky křídel jsou žluté. Spodní strana letek, zobák a běháky jsou šedivé. Tento papoušek i přes velmi pronikavý křik je často chován v zajetí a to především z důvodu, že se často používá jako chůva pro jiné papoušky. Výrazné zbarvení v korunách stromů připomíná žluté květy.

## Ekologie
Ve volné přírodě obývá oblast jihozápadní Guyany, Francouzské Guyany a Surinamu, severozápadní Brazílie, jihovýchodní Venezuely. Jeho výskyt není ve volné přírodě hojný, vyskytuje se zde v hejnech a BirdLife International odhaduje počty divoce žijících jedinců na 1500 až 4000, z toho 1000 až 2500 dospělých ptáků s trendem na pokračující pokles stavu. V Česku tohoto papouška lze spatřit hned v několika zoologických zahradách – v Zoo Ústí nad Labem, Zoo Olomouc, v Papouščí Zoo Bošovice (u Vyškova) a v Zoologické zahradě Tábor.
V přírodě si aratinga sluneční staví hnízdo v dutinách stromů, především v kmenech palem. Samice snáší 3–4 vejce s průměrnou inkubační dobou 25 dnů. Živí se různými druhy ovoce, semeny, pupeny, květy, bobulemi, atd.
Je zařazen do druhé přílohy CITES a jeho chov, dovoz a prodej tudíž nepodléhá povinné registraci. Někdy je v češtině označován jako aratinga zlatý. V roce 2014 od něj byl systematicky oddělen nový druh aratinga sírožlutý (Aratinga maculata), který je celkově bledší.